# 2005 na televisão
Nesta página encontram-se os fatos, estreias e términos sobre televisão que aconteceram durante o ano de 2005.

## Programas

### Estados Unidos

#### Janeiro
- 21 de janeiro — Estreia American Dragon: Jake Long (no Brasil: Jake Long - O Dragão Ocidental) no Disney Channel.

#### Maio
- 23 de maio — Termina a 2.ª temporada de Two and a Half Men na CBS.

#### Junho
- 5 de junho — Estreia The Comeback (no Brasil: The Comeback: O Retorno) na HBO.
- 13 de junho — Estreia The Closer (no Brasil: Divisão Criminal) na TNT.
- 17 de junho — Estreia The Buzz on Maggie (no Brasil: Maggie a Mosca Zoadora) no Disney Channel.
- 8 de julho — Estreia Camp Lazlo (no Brasil: O Acampamento de Lazlo) no Cartoon Network.

#### Setembro
- 13 de setembro — Estreia Supernatural (no Brasil: Sobrenatural) no The WB.
- 13 de setembro — Estreia Bones na Fox.
- 17 de setembro — Estreia Coconut Fred's Fruit Salad Island (no Brasil: Fred Coquinho e a Ilha das Frutas) no bloco Kids' WB no The WB.
- 19 de setembro
  - Estreia How I Met Your Mother (no Brasil: Como Eu Conheci a Sua Mãe) na CBS.
  - Estreia da 3.ª temporada de Two and a Half Men (no Brasil: Dois Homens e Meio) na CBS.
- 21 de setembro — Estreia The Apprentice: Martha Stewart na NBC.
- 22 de setembro — Estreia Everybody Hates Chris (no Brasil: Todo Mundo Odeia o Chris) na UPN.
- 22 de setembro — Estreia Criminal Minds (no Brasil: Mentes Criminosas) na CBS.
- 27 de setembro — Estreia Commander in Chief na ABC.
- 29 de setembro — Estreia da 2.ª temporada de X-Men: Evolution no bloco Kids' WB no The WB.

#### Outubro
- 4 de outubro — Estreia Close to Home (no Brasil: Em Nome da Justiça) na CBS.
- 9 de outubro — Estreia Little Einsteins (no Brasil: Mini Einsteins) no Playhouse Disney.

#### Novembro
- 6 de novembro — Estreia The Boondocks (no Brasil: Os Boondocks) no bloco Adult Swim no Cartoon Network.

#### Dezembro
- 27 de dezembro — Estreia Ben 10 no Cartoon Network.

### Canadá

#### Agosto
- 7 de agosto — Estreia Carl² (no Brasil: Carl ao Quadrado) no Teletoon.

#### Dezembro
- 31 de dezembro — Estreia Class of the Titans (no Brasil: Academia de Titãs) no Teletoon.

### México

#### Abril
- 25 de abril — Estreia Contra viento y marea (no Brasil: Contra Vento e Maré) no Las Estrellas.

#### Outubro
- 10 de outubro — Estreia Barrera de amor (no Brasil: Barreira de Amor) no Las Estrellas.
- 24 de outubro — Estreia Alborada (no Brasil: Alvorada) no Las Estrellas.

### Reino Unido

#### Fevereiro
- 21 de fevereiro — Estreia Around the World in 80 Treasures (no Brasil: Volta ao Mundo em 80 Tesouros) na BBC.

#### Março
- 7 de março — Estreia Charlie and Lola (no Brasil: Charlie e Lola) na BBC.

### Portugal
- 10 de outubro — Estreia da série Friends na RTP2.

### França
- 27 de agosto — Estreia A.T.O.M. no Jetix.
- 31 de agosto — Estreia da 2.ª temporada de Code Lyoko na France 3.

### Austrália

#### Maio
- 11 de maio — Estreia Blue Water High (no Brasil: Galera do Surf) no ABC.

## Nascimentos
| Data            | Nome             | Profissão                                        | Nacionalidade         | Observações | Ref |
| --------------- | ---------------- | ------------------------------------------------ | --------------------- | ----------- | --- |
| 4 de janeiro    | Dafne Keen       | atriz                                            | Espanha / Reino Unido |             |     |
| 18 de fevereiro | Eden Wood        | atriz                                            | Estados Unidos        |             |     |
| 25 de fevereiro | Noah Jupe        | ator                                             | Reino Unido           |             |     |
| 26 de março     | Ella Anderson    | atriz                                            | Estados Unidos        |             |     |
| 21 de abril     | Madi Filipowicz  | atriz                                            | Estados Unidos        |             |     |
| 3 de maio       | Maxwell Jenkins  | ator                                             | Estados Unidos        |             |     |
| 4 de maio       | Navia Robinson   | atriz e cantora                                  | Estados Unidos        |             |     |
| 14 de junho     | Tamara Smart     | atriz                                            | Inglaterra            |             |     |
| 25 de junho     | Kylie Cantrall   | atriz, cantora, compositora e influencer digital | Estados Unidos        |             |     |
| 12 de julho     | Issac Ryan Brown | ator, dublador e cantor                          | Estados Unidos        |             |     |
| 25 de agosto    | Madalena Aragão  | atriz                                            | Portugal              |             |     |
| 4 de setembro   | Vinícius Marinho | ator                                             | Estados Unidos        |             |     |
| 7 de outubro    | Lulu Wilson      | atriz                                            | Estados Unidos        |             |     |
| 16 de outubro   | Ruby Rose Turner | atriz e cantora                                  | Estados Unidos        |             |     |
| 18 de novembro  | Lia McHugh       | atriz                                            | Estados Unidos        |             |     |
| 30 de dezembro  | Brady Noon       | ator                                             | Estados Unidos        |             |     |

## Mortes
| Data           | Nome      | Profissão | Nacionalidade  | Observações | Ref   |
| -------------- | --------- | --------- | -------------- | ----------- | ----- |
| 25 de setembro | Don Adams | ator      | Estados Unidos | n. 1923     | [ 1 ] |

## Por país
- 2005 na televisão brasileira